# Accord de Paris sur le climat
Vous lisez un « bon article » labellisé en 2021.
Pour les articles homonymes, voir Accords de Paris.
- Parties
- Signataires
- Parties représentées duellement par l'Union européenne
- Non signataire

 Voir le traité sur Wikisource
L'accord de Paris, ou accord de Paris sur le climat, est un traité international sur  l'atténuation et l'adaptation au changement climatique, ainsi que sur leur financement suffisant. Cet accord est négocié par 196 parties lors de la conférence de Paris de 2015 sur les changements climatiques, en France, adopté en 2015, puis ouvert à la signature le 22 avril 2016 — le Jour de la Terre — lors d'une cérémonie à New York. Après la ratification de l'Union européenne, le nombre de pays ayant ratifié l'accord est suffisant pour qu'il entre en vigueur le 4 novembre 2016. En novembre 2021, 193 membres de la convention-cadre des Nations unies sur les changements climatiques (CCNUCC) sont parties à l'accord. Les États-Unis se sont retirés de l'accord en 2020, mais l'ont réintégré en 2021 avant de s'en retirer de nouveau en 2025, à la suite de l'investiture de Donald Trump. 
Son objectif à long terme, en matière de température, est de maintenir l'augmentation de la température moyenne de la planète bien en dessous de 2 °C par rapport aux niveaux préindustriels, et de préférence sans dépasser +1,5 °C ; en reconnaissant que cela réduirait considérablement les impacts du changement climatique. Pour cela, les émissions devraient être réduites dès que possible et atteindre le niveau net zéro dans la seconde moitié du XXIe siècle. L'accord stipule que chaque pays détermine et planifie ses contributions, et en rend compte régulièrement. Aucun mécanisme n'oblige un pays à fixer des objectifs d'émissions spécifiques, mais chaque nouvel objectif doit aller au-delà des précédents. Contrairement au protocole de Kyoto de 1997, l'accord ne distingue pas entre pays développés et pays en développement, de sorte que ces derniers doivent également soumettre des plans de réduction des émissions.
L'accord a été salué par les dirigeants mondiaux, mais critiqué comme insuffisamment contraignant par certains analystes et environnementalistes. Son efficacité suscite des débats. En effet, au début des années 2020, les énergies fossiles continuent de dominer le système énergétique mondial et de croître dans de nombreux secteurs, en contradiction avec l'objectif du +1,5 °C et même du +2 °C. Les engagements actuels ne permettent pas d'atteindre les objectifs de température fixés, même si les mécanismes de contributions déterminées au niveau national (CDN) et de bilan mondial permettent d'accroître les ambitions des pays. Pour atteindre le niveau net zéro dans la seconde moitié du XXIe siècle, l'Humanité devait garder dans le sol avant 2050 près de 60 % du pétrole et du gaz méthane fossile et 90 % du charbon. Ceci impliquerait de réduire la production mondiale de pétrole et de gaz de 3 % chaque année jusqu’en 2050, et pour avoir plus de 50 % de chance de limiter le réchauffement à 1,5 °C il aurait fallu que plus de carbone reste dans le sol (en raison notamment « des incertitudes entourant le déploiement opportun de technologies à émissions négatives à grande échelle »). En 2024, pour rester sous les 1,5 °C, les émissions de CO2 doivent être drastiquement réduites, ce qui implique que 97 %, 81 % et 71 % du charbon, du gaz et du pétrole restent imbrûlés. L'accord de Paris a cependant été utilisé avec succès dans le cadre de litiges sur le climat, avec pour effet d'obliger des pays et une compagnie pétrolière à renforcer leur action en faveur du climat.

## Historique

### Prélude

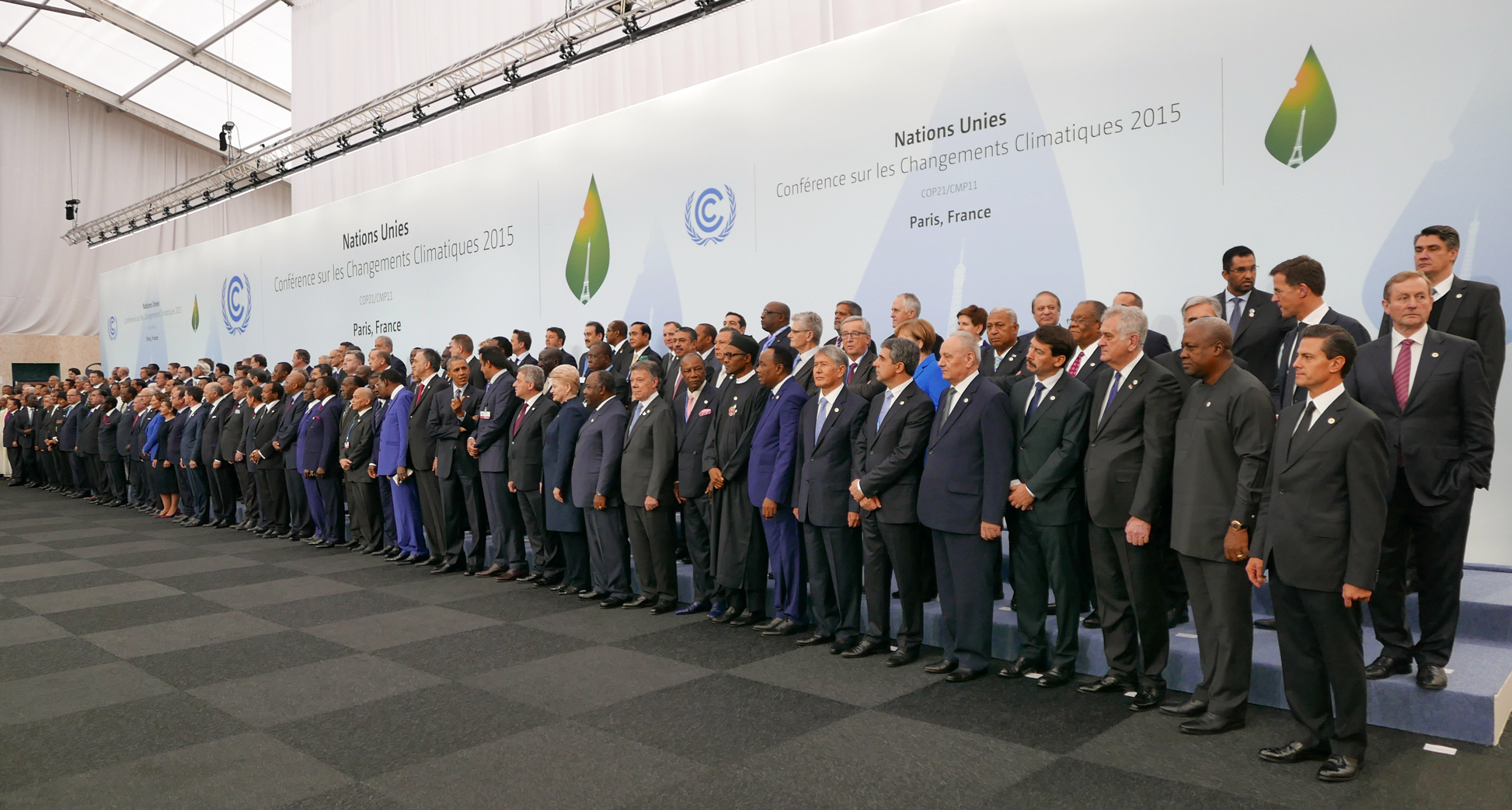
Chefs de délégations à la conférence de Paris de 2015 sur les changements climatiques.

La convention-cadre des Nations unies sur les changements climatiques (CCNUCC), adoptée lors du sommet de la Terre de 1992, est l'un des premiers traités internationaux sur le sujet. Elle stipule que les parties doivent se réunir régulièrement pour traiter du changement climatique, lors de la Conférence des Parties (COP). Elle constitue la base des futurs accords sur le climat. L'historienne Chloé Maurel a montré que cette action de l'ONU pour le climat s'inscrit dans la continuité d'une action onusienne en faveur de l'environnement entamée en 1968 avec la Conférence sur la biosphère organisée par l'Unesco, donnant naissance aux réserves de biosphère, et en 1972 avec la création du Programme des Nations unies pour l'environnement (PNUE). 
Le protocole de Kyoto, adopté en 1997, réglemente les réductions de gaz à effet de serre pour un ensemble limité de pays entre 2008 et 2012. Le protocole est prolongé jusqu'en 2020 avec l'amendement de Doha en 2012. Les États-Unis décident de ne pas ratifier le protocole, principalement en raison de sa nature juridiquement contraignante. Cette décision, ainsi que le conflit de répartition, conduisent à l'échec des négociations internationales ultérieures sur le climat. Des négociations en 2009 doivent déboucher sur un traité succédant à celui de Kyoto, mais les négociations échouent et l'accord de Copenhague qui en résulte n'est pas juridiquement contraignant et n'est pas adopté universellement,.
L'accord de Copenhague pose cependant les fondations de l'accord de Paris. Sous la direction de Christiana Figueres, secrétaire exécutive de la CCNUCC, les négociations reprennent de la force après l'échec de celles de Copenhague. Lors de la conférence de Durban de 2011 sur les changements climatiques, la plate-forme de Durban est créée afin de négocier un instrument juridique régissant les mesures d'atténuation du changement climatique à partir de 2020. L'accord qui en résulte doit alors être adopté en 2015.

### Négociations et adoption
Les négociations à Paris se déroulent sur une période de deux semaines, et se poursuivent lors de trois nuits finales ; diverses ébauches et propositions ont déjà été débattues et optimisées l'année précédente. Selon Michael Gillenwater, auteur pour le Groupe d'experts intergouvernemental sur l'évolution du climat (GIEC), la stratégie du gouvernement français et du secrétariat de la CCNUCC améliore les chances de succès en s'assurant que les contributions prévues déterminées au niveau national (CPDN) soient rédigées avant le début des négociations et en invitant les dirigeants juste pour le début de la conférence.
Les négociations ont failli échouer lorsque l'équipe juridique américaine se rend compte à la dernière minute que « shall » (« doit ») est approuvé au lieu de « should » (« devrait »), ce qui signifie que les pays développés seraient légalement obligés de réduire leurs émissions : les Français résolvent le problème en catégorisant cela comme « erreur typographique ». À l'issue de la COP21 (la 21e réunion de la Conférence des Parties), le 12 décembre 2015, la formulation finale de l'accord de Paris est adoptée par consensus par les 195 États membres à la CCNUCC et de l'Union européenne. Dans l'accord, les membres promettent de réduire leurs émissions de gaz à effet de serre « dès que possible » et de faire de leur mieux pour maintenir le réchauffement climatique « bien en dessous de 2 °C ». Le Nicaragua indique qu'il a voulu s'opposer à l'adoption en dénonçant la faiblesse de l'accord, mais qu'il n'en a pas eu la possibilité,.

### Signature et entrée en vigueur

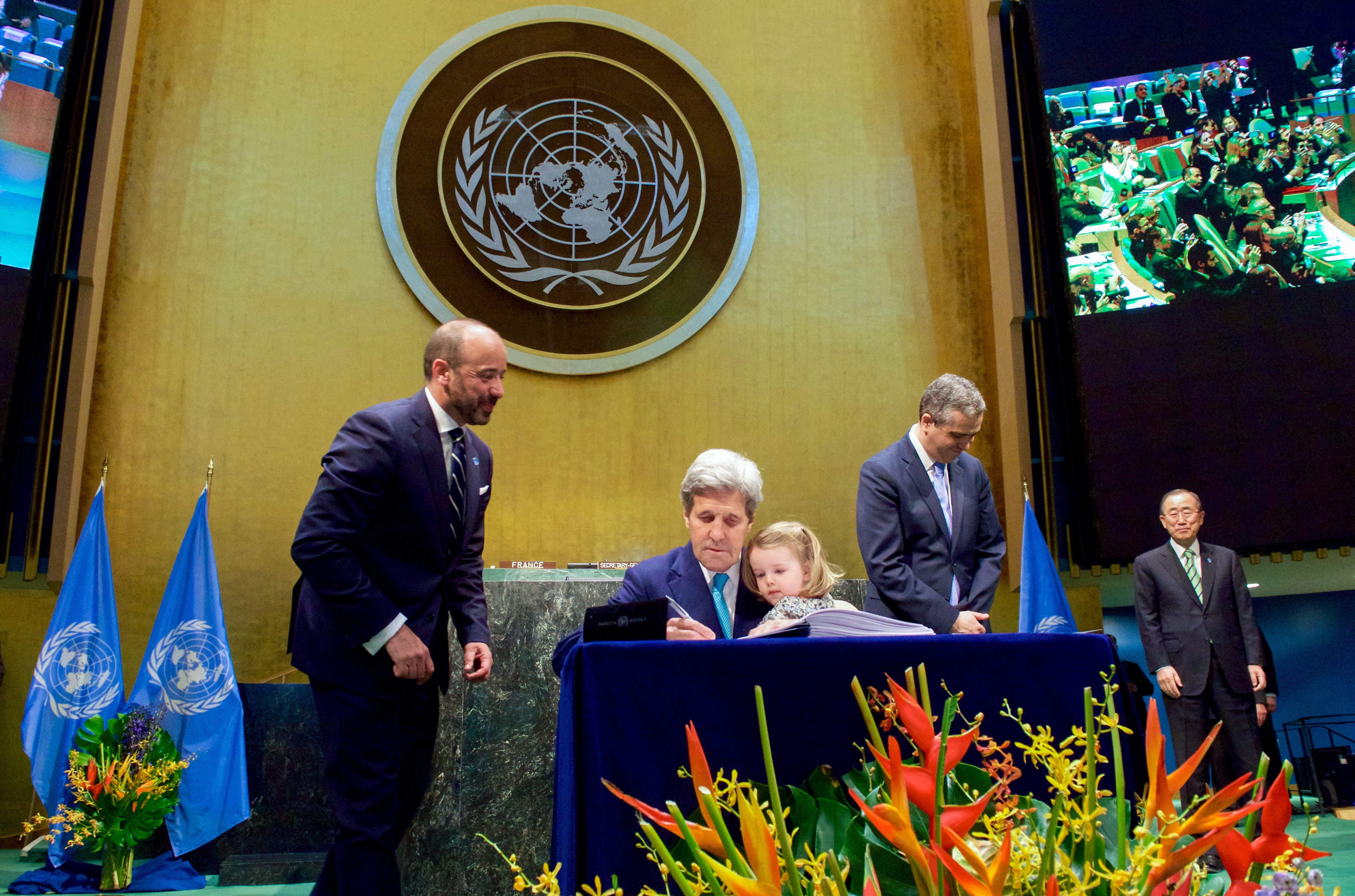
Signature par John Kerry dans la salle de l'Assemblée générale des Nations unies pour les États-Unis.

L'accord de Paris est ouvert à la signature des États et organisations économiques régionales faisant partie de la CCNUCC du 22 avril 2016 au 21 avril 2017 au siège des Nations unies à New York. La signature de l'accord est la première étape vers la ratification, mais il est possible d'adhérer à l'accord sans signer depuis la Convention de Vienne sur le droit des traités. La signature oblige les parties à ne pas agir en contradiction avec l'objectif du traité. Le 1er avril 2016, les États-Unis et la Chine, qui représentent près de 40 % des émissions mondiales, confirment qu'ils vont signer l'accord de Paris sur le climat,. L'accord est signé par 175 parties (174 États et l'Union européenne) le premier jour où il est ouvert à la signature,. En mars 2021, 194 États et l'Union européenne ont signé l'accord.
L'accord doit entrer en vigueur à la condition que 55 pays produisant au moins 55 % des émissions de gaz à effet de serre dans le monde — selon une liste produite en 2015 — ratifient le traité ou y adhèrent d'une autre manière,,. Après la ratification par l'Union européenne, l'accord obtient suffisamment de parties pour entrer en vigueur le 4 novembre 2016.
L'UE est autant responsable de la ratification de l'accord de Paris que ses États membres. Une forte préférence a été signalée pour que l'UE et ses 28 États membres ratifient en même temps afin de s'assurer que les parties ne s'engagent pas à remplir des obligations qui appartiennent à d'autres, et des observateurs ont craint des désaccords sur la responsabilité de chaque État membre dans l'objectif de réduction à l'échelle de l'UE ainsi qu'un retard causé par le vote de la Grande-Bretagne pour quitter l'UE. Cependant, l'UE a déposé ses instruments de ratification le 5 octobre 2016, ainsi que sept États membres de l'UE.

### Retrait, réadmission puis nouveau retrait des États-Unis
Le 4 août 2017, l'administration Trump remet une notification officielle aux Nations unies indiquant que les États-Unis, deuxième plus grand émetteur de gaz à effet de serre, ont l'intention de se retirer de l'accord de Paris dès qu'ils seront en droit de le faire. La notification de retrait ne peut pas être soumise avant que l'accord soit en vigueur pendant trois ans pour les États-Unis, soit le 4 novembre 2019,. Le gouvernement américain dépose la notification auprès du secrétaire général des Nations unies et se retire officiellement un an plus tard, le 4 novembre 2020,.
Le président Joe Biden signe un décret pour réadmettre les États-Unis dans l'accord de Paris le premier jour de son mandat, le 20 janvier 2021,. Après la période de 30 jours fixée par l'article 21.3, les États-Unis sont réadmis dans l'accord,. L'envoyé des États-Unis pour le climat, John Kerry, prend part à des événements virtuels, en affirmant que les États-Unis allaient « regagner leur place » dans la légitimité du processus. Le secrétaire général des Nations unies António Guterres salue le retour des États-Unis, estimant qu'ils ont rétabli le « chaînon manquant qui affaiblissait l'ensemble ».
Le premier jour de son second mandat, le 20 janvier 2025, Donald Trump signe un décret pour à nouveau retirer les États-Unis de l'accord de Paris. Ce retrait deviendra effectif un an après.

## Signataires

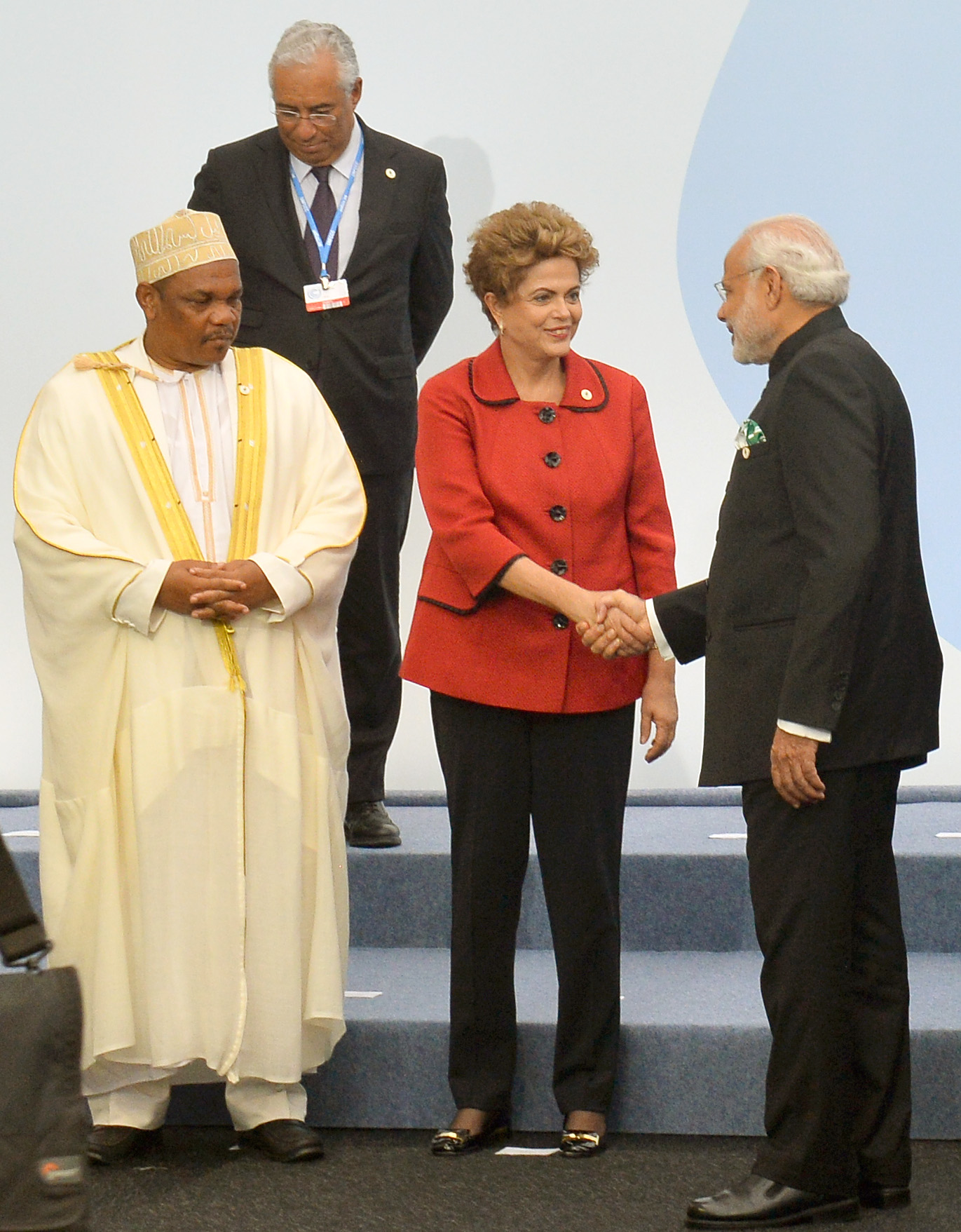
Le Premier ministre indien, Narendra Modi saluant la présidente du Brésil Dilma Rousseff lors du sommet de la COP21 le 30 novembre 2015.

L'Union européenne et 191 États, totalisant plus de 95 % des émissions anthropiques en 2015, ont ratifié l'accord ou y ont adhéré,,. Certains émetteurs de gaz à effet de serre du Moyen-Orient n'ont pas ratifié l'accord, l'Iran étant le plus important avec 2 % des émissions mondiales. L'Érythrée, la Libye et le Yémen ont signé mais n'ont jamais ratifié l'accord. Depuis le 1er novembre 2021, l'Irak est le dernier pays en date à avoir ratifié l'accord.
L'article 28 permet aux parties de se retirer de l'accord après avoir envoyé une notification de retrait au dépositaire. La notification peut être faite au plus tôt trois ans après l'entrée en vigueur de l'accord pour le pays. Le retrait est effectif un an après la notification au dépositaire.

## Contenu
L'accord de Paris est constitué d'un préambule de 16 paragraphes et de 29 articles. Il contient des articles procéduraux (par exemple, les critères d'entrée en vigueur) et opérationnels (atténuation, adaptation et financement). Il s'agit d'un accord contraignant, mais nombre de ses articles n'impliquent pas d'obligations ou existent pour faciliter la collaboration internationale. Il couvre la plupart des émissions de gaz à effet de serre, mais ne s'applique pas à l'aviation et à la navigation internationales, qui relèvent respectivement de la responsabilité de l'Organisation de l'aviation civile internationale et de l'Organisation maritime internationale.

### Objectifs
L'objectif de l'accord, tel que décrit dans son article 2, est d'avoir une réponse plus forte aux dangers du changement climatique ; il cherche à accélérer et améliorer la mise en œuvre de la Convention-cadre des Nations unies sur les changements climatiques en :

« a) Contenant l'élévation de la température moyenne de la planète nettement en dessous de 2 °C par rapport aux niveaux préindustriels et en poursuivant l'action menée pour limiter l'élévation de la température à 1,5 °C par rapport aux niveaux préindustriels, étant entendu que cela réduirait sensiblement les risques et les effets des changements climatiques ;
b) Renforçant les capacités d'adaptation aux effets néfastes des changements climatiques et en promouvant la résilience à ces changements et un développement à faible émission de gaz à effet de serre, d'une manière qui ne menace pas la production alimentaire ;
c) Rendant les flux financiers compatibles avec un profil d'évolution vers un développement à faible émission de gaz à effet de serre et résilient aux changements climatiques. »

Les pays visent en outre à atteindre le « plafonnement mondial des émissions de gaz à effet de serre ».

### Atteindre ces objectifs
Selon une étude mise à jour publiée dans Nature en septembre 2021, atteindre les objectifs de température moyenne planétaire implique d'atteindre la neutralité carbone (niveau net zéro) dans la seconde moitié du XXIe siècle, c'est-à-dire que l'humanité conserve dans le sol, avant 2050, près de 60 % du pétrole et du gaz méthane fossile qu'il contient encore et 90 % du charbon. Ceci impose de réduire la production mondiale de pétrole et de gaz de 3 % chaque année jusqu’en 2050.
En 2024, pour rester sous les 1,5 °C, les émissions de CO2 doivent être drastiquement réduites, ce qui implique que 97 %, 81 % et 71 % du charbon, du gaz et du pétrole restent imbrûlés. Un atlas mondial du pétrole imbrûlé a été réalisé. Il montre que les points chauds de biodiversité, les zones d'endémisme, les zones naturelles protégées, les zones urbaines et les territoires des peuples autochtones en isolement volontaire coïncident avec 609 gigabarils (Gbbl) de ressources pétrolières conventionnelles. Comme 1 524 Gbbl de combustibles fossiles doivent être inexploitées pour maintenir le réchauffement sous 1,5 °C, toutes ces zones socio-environnementales sensibles pourraient être protégées de toute exploitation avec des avantages socio-environnementaux collatéraux.

### Contributions déterminées au niveau national (CDN)

Depuis 2000, l'augmentation des émissions de en Chine et dans le reste du monde leur a permis de dépasser la production des États-Unis et de l'Europe réunis.

De 2000 à 2019, les américains ont diminué le plus vite leurs émissions moyenne individuelles de, mais elles demeurent encore les plus élevées dans le monde.

Les pays déterminent eux-mêmes les contributions qu'ils doivent apporter pour atteindre les objectifs du traité. En tant que tels, ces plans sont appelés contributions déterminées au niveau national (CDN). L'article 3 exige que les CDN soient des « efforts ambitieux » en vue de « réaliser l'objet du présent Accord » et qu'ils « représent[ent} une progression dans le temps ». Les CDN doivent être communiquées tous les cinq ans et enregistrées par le secrétariat de la CCNUCC. Chaque nouvel objectif doit être plus ambitieux que le précédent, dans un esprit de progression,. Les contributions déterminées au niveau national annoncées lors de la Conférence de Paris de 2015 sur les changements climatiques sont converties en CDN lorsqu'un pays ratifie l'accord de Paris, à moins qu'il ne soumette une mise à jour,.
L'accord de Paris ne définit pas la nature exacte des CDN. Au minimum, ils doivent contenir des dispositions relatives à l'atténuation du changement climatique, mais ils peuvent également contenir des engagements en matière d'adaptation, de financement, de transfert de technologie, de renforcement des capacités (en) et de transparence. Certains engagements des CDN sont inconditionnels, mais d'autres sont conditionnés par des facteurs extérieurs tels que l'obtention de financements et de soutien technique, l'ambition des autres parties ou les détails des règles de l'accord de Paris qui doivent encore être fixés. La plupart des CDN ont une composante conditionnelle.
Alors que les CDN eux-mêmes ne sont pas contraignants, les procédures qui les entourent le sont. Ces procédures comprennent l'obligation de préparer, de communiquer et de maintenir les CDN successifs, d'en fixer un nouveau tous les cinq ans et de fournir des informations sur la mise en œuvre. Il n'existe aucun mécanisme pour obliger un pays à fixer un objectif de CDN à une date précise, ni à atteindre ses objectifs,,. Le seul côté contraignant de l'accord est un système de « name and shame » ou, comme l'a appelé János Pásztor, le secrétaire général adjoint des Nations unies chargé du changement climatique, un plan « name and encourage » (litt. « nommer et encourager »),.

### Bilan mondial
En vertu de l'accord de Paris, les pays doivent accroître leur ambition tous les cinq ans. Pour faciliter cette démarche, l'accord établit le bilan mondial, qui évalue les progrès accomplis, la première évaluation étant prévue en 2023. Le résultat doit aider les parties à déterminer leurs nouvelles CDN. Le dialogue de Talanoa en 2018 est considéré comme un exemple pour le bilan mondial. Après une année de discussion, un rapport a été publié et un appel à l'action a été lancé, mais les pays n'ont pas augmenté leurs ambitions par la suite.
Le bilan s'inscrit dans le cadre de l'effort de l'accord de Paris visant à créer un « effet cliquet » pour les ambitions de réductions des émissions. Étant donné que les analystes sont convenus en 2014 que les CDN ne limiteraient pas l'augmentation des températures en dessous de 2 °C, le bilan mondial réunit à nouveau les parties pour évaluer comment leurs nouvelles CDN doivent évoluer afin qu'elles reflètent continuellement « l'ambition la plus élevée possible » d'un pays. Bien que l'augmentation de l'ambition des CDN soit un objectif majeur du bilan mondial, celui-ci évalue les efforts au-delà de l'atténuation. Les examens quinquennaux évalueront également l'adaptation, les dispositions relatives au financement du climat, ainsi que le développement et le transfert de technologies.

### Structure
L'accord de Paris est décrit comme ayant une structure ascendante, car son mécanisme central d'engagement et d'examen permet aux nations de fixer leurs propres CDN, plutôt que de se voir imposer des objectifs par un organisme de supervision,. Contrairement à son prédécesseur, le protocole de Kyoto, qui fixe des objectifs d'engagement ayant force de loi, l'accord de Paris, qui met l'accent sur la recherche de consensus, autorise des objectifs volontaires et déterminés au niveau national. Seuls les processus régissant la communication et l'examen de ces objectifs sont mandatés par le droit international public. Cette structure est particulièrement remarquable pour les États-Unis, parce qu'il n'y a pas d'objectifs légaux d'atténuation ou de financement, l'accord étant considéré comme un « accord exécutif plutôt qu'un traité ». Comme le traité de la CCNUCC de 1992 a reçu le consentement du Sénat américain, ce nouvel accord ne nécessite pas de législation supplémentaire.
Une autre différence clé entre l'accord de Paris et le protocole de Kyoto est leur portée. Le protocole de Kyoto établit une distinction entre les pays de l'annexe I — les pays riches ayant une responsabilité historique dans le changement climatique — et les pays non-Annexe I, mais cette division est floue dans l'accord de Paris puisque tous les parties sont tenues de soumettre des plans de réduction des émissions. L'accord de Paris met toujours l'accent sur le principe de la « responsabilité commune mais différenciée » et des capacités respectives — reconnaissance que les différentes nations ont des capacités et des devoirs différents en matière d'action climatique — mais il ne prévoit pas de division spécifique entre les nations développées et en développement.

## Dispositions d'atténuation et marchés du carbone
L'article 6 est signalé comme contenant certaines des dispositions clés de l'accord de Paris. Il décrit les approches coopératives que les parties peuvent adopter pour atteindre leurs réductions d'émissions de carbone déterminées au niveau national. Cela contribue à faire de l'accord de Paris le fondement d'un marché mondial du carbone. L'article 6 est la seule partie importante de l'accord qui n'a pas été immédiatement résolue ; les négociations de 2019 n'ont pas abouti. Le sujet devait être réglé lors des négociations de 2021 à Glasgow. Un accord est finalement conclu lors de cette COP 26 sur les normes fondamentales liées à l'article 6 sur les marchés du carbone,.

### Liaison des systèmes d'échange de carbone
Les paragraphes 6.2 et 6.3 établissent un cadre pour régir les résultats d'atténuation transférés au niveau international (RATNI). L'accord reconnaît le droit des parties à utiliser les réductions d'émissions en dehors de leurs propres frontières pour leur CDN, dans un système de comptabilisation et d'échange de carbone. Cette disposition exige la « liaison » des systèmes d'échange de carbone — parce que les réductions d'émissions mesurées doivent éviter le « double comptage », les résultats d'atténuation transférés doivent être enregistrés comme un gain d'unités d'émission pour une partie et une réduction d'unités d'émission pour l'autre. Comme les CDN et les systèmes nationaux d'échange de carbone sont hétérogènes, les RATNI fournissent un format pour un lien mondial sous les auspices de la CCNUCC. La disposition crée donc également une pression pour que les pays adoptent des systèmes de gestion des émissions — si un pays veut utiliser des approches coopératives plus rentables pour atteindre ses CDN, il devra surveiller les unités de carbone pour ses économies.

### Mécanisme de développement durable
Les paragraphes 6.4 à 6.7 établissent un mécanisme « pour contribuer à l'atténuation des émissions de gaz à effet de serre et promouvoir le développement durable ». Bien qu'il n'y ait pas encore de nom officiel pour ce mécanisme, il a été appelé le Mécanisme pour un développement durable (MDD). Le MDD est considéré comme le successeur du Mécanisme de développement propre, un mécanisme du protocole de Kyoto par lequel les parties pouvaient collaborer pour réduire leurs émissions.
Le MDD est censé ressembler en grande partie au Mécanisme de développement propre, avec le double objectif de contribuer à la réduction des émissions mondiales de GES et de soutenir le développement durable. Bien que la structure et les processus régissant le MDD ne soient pas encore déterminés, certaines similitudes et différences par rapport aux Mécanismes de développement propre sont devenues claires. Une différence essentielle est que le MDD sera accessible à toutes les parties, par opposition aux seules parties visées à l’annexe I, ce qui lui confère une portée beaucoup plus large.
Le mécanisme de développement propre du protocole de Kyoto a été critiqué pour son incapacité à produire des réductions d'émissions significatives ou des avantages en matière de développement durable dans la plupart des cas, ainsi que pour sa complexité. Suivant ses règles et modalités, il est possible que la mise en place du MDD soit difficile.

## Dispositions relatives à l'adaptation et financement
L'adaptation fait l'objet d'une attention plus soutenue dans les négociations de Paris que dans les traités climatiques précédents. Des objectifs collectifs d'adaptation à long terme sont inclus dans l'accord, et les pays doivent rendre compte de leurs actions d'adaptation, ce qui en fait une composante parallèle à l'atténuation. Les objectifs d'adaptation sont axés sur le renforcement de la capacité d'adaptation, l'augmentation de la résilience et la limitation de la vulnérabilité.

Engagements envers le Fonds vert pour le climat en 2018. Les chiffres représentent les promesses signées par année.

Les pays développés ont réaffirmé leur engagement quant à la mobilisation de 100 milliards de dollars par an en faveur du climat pour 2020, et ont accepté de continuer à mobiliser des fonds jusqu'en 2025. Cet argent est destiné à soutenir l'atténuation et l'adaptation dans les pays en développement. Il comprend le financement du Fonds vert pour le climat, qui fait partie de la CCNUCC, mais aussi de diverses autres promesses publiques et privées. L'accord de Paris stipule qu'un nouvel engagement d'au moins 100 milliards de dollars par an doit être pris avant 2025.
Bien que l'atténuation et l'adaptation nécessitent toutes deux une augmentation du financement climatique, l'adaptation a généralement reçu des niveaux de soutien plus faibles et a mobilisé moins d'actions de la part du secteur privé. Un rapport de l'OCDE a révélé que 16 % du financement climatique mondial a été consacré à l'adaptation climatique durant la période 2013-2014, contre 77 % pour l'atténuation. L'accord de Paris appelle à un équilibre du financement climatique entre l'adaptation et l'atténuation, et à une augmentation spécifique du soutien à l'adaptation pour les parties les plus vulnérables aux effets du changement climatique, y compris les pays les moins avancés et les petits États insulaires en développement. L'accord rappelle également aux parties l'importance des subventions publiques, car les mesures d'adaptation reçoivent moins d'investissements du secteur public.
Parmi les résultats spécifiques de l'attention accrue portée au financement de l'adaptation à Paris figurent par exemple l'annonce par les pays du G7 de fournir 420 millions de dollars américains pour l'assurance contre les risques climatiques, et le lancement d'une initiative sur les risques climatiques et les systèmes d'alerte précoce. Les principaux donateurs des fonds multilatéraux pour le climat, qui comprennent le Fonds vert pour le climat, sont les États-Unis, le Royaume-Uni, le Japon, l'Allemagne, la France et la Suède.

## Pertes et préjudices
Il n'est pas possible de s'adapter à tous les impacts du changement climatique : même en cas d'adaptation optimale, de graves dommages peuvent encore survenir. L'accord de Paris reconnaît les pertes et préjudices de ce type. Les accords climatiques précédents classaient les pertes et dommages comme un sous-ensemble de l'adaptation.
L'Alliance des petits États insulaires et les pays les moins avancés, dont les économies et les moyens de subsistance sont les plus vulnérables aux effets négatifs du changement climatique, ont fait pression pour que les pertes et dommages soient traités distinctement dans l'accord de Paris. Le mécanisme de Varsovie, établi deux ans plus tôt lors de la COP19 et devant expirer en 2016, classe les pertes et dommages comme un sous-ensemble de l'adaptation, ce qui ne convenait pas à de nombreux pays. Il est reconnu comme un pilier distinct de l'accord de Paris. Les États-Unis se sont opposés à cette idée, craignant peut-être que le fait de classer la question comme distincte de l'adaptation ne crée encore une autre disposition relative au financement du climat[source insuffisante]. Finalement, l'accord appelle à « éviter les pertes et préjudices liés aux effets néfastes des changements climatiques […], de les réduire au minimum et d'y remédier » mais précise qu'ils ne peuvent pas être utilisés comme base de responsabilité. L'accord adopte le Mécanisme de Varsovie, une institution qui tentera de répondre aux questions sur la manière de classer, de traiter et de partager la responsabilité des pertes.

## Transparence
Les parties sont légalement tenues de faire suivre leurs progrès par un examen technique d'experts afin d'évaluer l'état d'avancement des CDN et pour déterminer des moyens de renforcer leurs ambitions. L'article 13 de l'accord de Paris articule un « cadre de transparence renforcé des mesures et de l'appui » qui établit des exigences harmonisées de surveillance, de rapport et de vérification. Les nations développées et en développement doivent rendre compte tous les deux ans de leurs efforts d'atténuation, et toutes les parties seront soumises à un examen technique et à un examen par les pairs.
Bien que le cadre de transparence renforcé soit universel, il est censé offrir une « flexibilité intégrée » pour distinguer les capacités des pays développés et en développement. L'accord de Paris prévoit un cadre renforcé pour le développement des capacités, reconnaît les circonstances variables des pays et note que l'examen technique par les experts pour chaque pays doit tenir compte de la capacité spécifique de ce pays à établir des rapports. Les parties à l'accord doivent envoyer leur premier rapport biennal de transparence (RBT) et les chiffres de leur inventaire de gaz à effet de serre à la CCNUCC en 2024 et tous les deux ans par la suite. Les pays développés doivent soumettre leur premier RBT en 2022 et leurs inventaires annuellement à partir de cette année-là. L'accord développe également une initiative de renforcement des capacités pour la transparence afin d'aider les pays en développement à mettre en place les institutions et les processus nécessaires à la conformité.
Une certaine flexibilité peut être appliquée dans le cadre de la transparence renforcée par le biais de la portée, du niveau de détail ou de la fréquence des rapports, échelonnés en fonction de la capacité d'un pays. L'exigence d'examens techniques dans le pays pourrait être levée pour certains pays moins développés ou petits pays insulaires en développement. Les moyens d'évaluer la capacité comprennent les ressources financières et humaines d'un pays nécessaires à l'examen des CDN.

## Mise en œuvre et efficacité
L'accord de Paris est mis en œuvre par le biais de la politique nationale. Il implique des améliorations de l'efficacité énergétique pour diminuer l'intensité énergétique de l'économie globale. Sa mise en œuvre exige également de réduire la consommation de combustibles fossiles et d'augmenter rapidement la part des énergies durables. Les émissions diminuent rapidement dans le secteur de l'électricité, mais pas dans le secteur du bâtiment, des transports et du chauffage. Certaines industries sont difficiles à décarboner, et pour celles-ci, l'élimination du dioxyde de carbone peut être nécessaire pour atteindre la neutralité carbone.
Il existe des obstacles à la mise en œuvre de l'accord. Certains pays peinent à attirer les financements souvent considérés comme nécessaires aux investissements dans la décarbonation. Le financement du climat est fragmenté, ce qui complique encore les investissements. Un autre problème est le manque de capacités des gouvernements et d'autres institutions pour mettre en œuvre les politiques. Souvent, les technologies et les connaissances propres ne sont pas transférées aux pays ou aux endroits qui en ont besoin. En décembre 2020, l'ancien président de la COP 21 Laurent Fabius fait valoir que la mise en œuvre de l'accord de Paris pourrait être renforcée par l'adoption d'un Pacte mondial pour l'environnement. Ce dernier définirait les droits et devoirs environnementaux des États, des particuliers et des entreprises.

### Efficacité de l'atténuation

Scénarios d'émissions mondiales de gaz à effet de serre. Si tous les pays respectent leurs engagements actuels dans le cadre de l'accord de Paris, le réchauffement moyen d'ici 2100 dépasserait toujours l'objectif maximal de fixé par l'accord.

L'efficacité de l'accord de Paris pour atteindre ses objectifs climatiques fait l'objet d'un débat, la plupart des experts estimant qu'il est insuffisant pour atteindre son objectif plus ambitieux de maintenir l'augmentation de la température mondiale en dessous de 1,5 °C,. De nombreuses dispositions exactes de l'accord de Paris doivent encore être précisées, de sorte qu'il est peut-être trop tôt pour juger de son efficacité. Selon le Programme des Nations unies pour l'environnement (PNUE) de 2020, avec les engagements climatiques actuels de l'accord de Paris, les températures moyennes mondiales augmenteront probablement de plus de 3 °C d'ici la fin du 21e siècle. De nouveaux engagements zéro émissions nettes pris après que les CDN ont été annoncés pourraient faire baisser ce chiffre de 0,5 °C.
Les engagements initiaux des pays étant insuffisants, des mesures d'atténuation futures plus rapides et plus coûteuses seraient nécessaires pour atteindre les objectifs. En outre, il existe un écart entre les engagements pris par les pays dans leurs CDN et la mise en œuvre de ces engagements ; un tiers de l'écart entre les coûts les plus bas et les réductions réelles des émissions serait comblé par la mise en œuvre des engagements existants. Deux études publiées dans Nature ont révélé que, en 2017, aucune des principales nations industrialisées ne mettait en œuvre les politiques qu'elle avait promises et qu'aucune n'atteignait les objectifs de réduction des émissions qu'elle avait promis, et que même si elles l'avaient fait, la somme des promesses de tous les membres (en 2016) ne permettrait pas de maintenir l'augmentation de la température mondiale « bien en dessous de 2 °C »,.
En 2021, une étude utilisant un modèle probabiliste a conclu que les taux de réduction des émissions devraient augmenter de 80 % au-delà des CDN pour atteindre probablement l'objectif des 2 °C, et que les probabilités que les principaux émetteurs respectent leurs CDN sans une telle augmentation sont très faibles. Elle a estimé qu'avec les tendances actuelles, la probabilité de rester en dessous de 2 °C de réchauffement est de 5 % — et de 26 % si les CDN étaient respectées et poursuivies après 2030 par tous les signataires.

### Efficacité du renforcement des capacités et de l'adaptation
En 2020, il existe peu de littérature scientifique sur les thèmes de l'efficacité de l'accord de Paris en matière de renforcement des capacités et d'adaptation, même si ces thèmes figurent en bonne place dans l'accord de Paris. La littérature disponible est surtout mitigée dans ses conclusions sur les pertes et dommages et l'adaptation.

## Réactions internationales
En 2015, l'accord est salué par le président français François Hollande, le secrétaire général des Nations unies Ban Ki-moon et la secrétaire exécutive de la CCNUCC Christiana Figueres. La présidente du Brésil, Dilma Rousseff, qualifie l'accord d'« équilibré et durable », et le premier ministre indien Narendra Modi salue la justice climatique de l'accord,. Au moment où l'accord obtient les signatures requises en octobre 2016, le président américain Barack Obama  déclare que « même si nous atteignons tous les objectifs, nous ne ferons qu'une partie du chemin à parcourir », et que « cet accord contribuera à retarder ou à éviter certaines des pires conséquences du changement climatique [et] aidera les autres nations à réduire leurs émissions au fil du temps »,.
Certains environnementalistes et analystes réagissent avec prudence, reconnaissant « l'esprit de Paris » qui a permis de rassembler les pays, mais exprimant moins d'optimisme quant au rythme de l'atténuation du changement climatique et à ce que l'accord pourrait faire pour les pays les plus pauvres. James E. Hansen, ancien scientifique de la NASA et spécialiste du changement climatique, exprime sa colère quant au fait que la majeure partie de l'accord se compose de « promesses » ou d'objectifs et non d'engagements fermes, et a qualifié les négociations de Paris de fraude avec « aucune action, juste des promesses »,. Les critiques de la part de ceux qui s'opposent à l'action climatique sont peu nombreuses, ce qui est peut-être dû au fait que l'accord est peu contraignant. Ce type de critique se concentre généralement sur la souveraineté nationale et l'inefficacité de l'action internationale.

## Litiges
L'accord de Paris est devenu un point central des litiges relatifs au changement climatique. L'une des premières grandes affaires dans ce domaine a été l’affaire Urgenda c. État des Pays-Bas, qui a été engagée contre le gouvernement des Pays-Bas après qu'il a abaissé son objectif de réduction des émissions prévu pour 2030 avant l'accord de Paris. Après un premier jugement contre le gouvernement en 2015 qui l'oblige à maintenir sa réduction prévue, la décision est confirmée en appel par la Cour suprême des Pays-Bas en 2019, jugeant que le gouvernement néerlandais n'avait pas respecté les droits de l'homme en vertu du droit néerlandais et de la Convention européenne des droits de l'homme. L'objectif de température de 2 °C de l'accord de Paris fournit une partie de la base juridique du jugement. L'accord, dont les objectifs sont inscrits dans le droit allemand, fait également partie de l'argumentation dans l'affaire Neubauer, et al. c. Allemagne, où le Tribunal constitutionnel fédéral ordonne au gouvernement allemand de reconsidérer ses objectifs climatiques.
Dans une affaire qui était la première du genre, le tribunal de district de La Haye s'est prononcé contre la compagnie pétrolière Shell en mai 2021 dans l'affaire Milieudefensie et al c. Royal Dutch Shell. Le tribunal a jugé qu'elle devait réduire ses émissions mondiales de 45 % par rapport aux niveaux de 2019 d'ici 2030, car elle violait les droits de l'homme. Cette action en justice a été considérée comme la première application majeure de l'accord de Paris à l'égard d'une entreprise.

#### Textes officiels
- COP21, « Adoption de l’Accord de Paris, Décision 1/CP.21 » [PDF], sur Convention-cadre des Nations unies sur les changements climatiques (UNFCCC) (décision adoptée le 12 décembre 2015)
- [Accord de Paris 2015] Accord de Paris : Rapport de la Conférence des Parties sur sa vingt et unième session, tenue à Paris du 30 novembre au 13 décembre 2015, UNFCC, 29 janvier 2016, pdf (lire sur Wikisource, lire en ligne).

#### Autres
- [Dessler et Parson 2020] (en) Andrew Dessler et Edward A Parson, The Science and Politics of Global Climate Change : A Guide to the Debate, Cambridge University Press, 2020, 250 p. (ISBN 978-1-316-63132-4).
- [Taibi, Konrad et Bois von Kursk 2020] (en) Fatima-Zahra Taibi, Susanne Konrad et Olivier Bois von Kursk, Pocket Guide to NDCs : 2020 Edition, European Capacity Building Initiative, 2020 (lire en ligne).